# Bhawanigarh
Bhawanigarh è una città dell'India di 17.780 abitanti, situata nel distretto di Sangrur, nello stato federato del Punjab. In base al numero di abitanti la città rientra nella classe IV (da 10.000 a 19.999 persone).

## Geografia fisica
La città è situata a 30° 16' 0 N e 76° 2' 6 E e ha un'altitudine di 240 m s.l.m..

## Società

### Evoluzione demografica
Al censimento del 2001 la popolazione di Bhawanigarh assommava a 17.780 persone, delle quali 9.432 maschi e 8.348 femmine. I bambini di età inferiore o uguale ai sei anni assommavano a 2.149, dei quali 1.212 maschi e 937 femmine. Infine, coloro che erano in grado di saper almeno leggere e scrivere erano 10.964, dei quali 6.192 maschi e 4.772 femmine.